# Kozlov - Tábor
Kozlov - Tábor este o arie protejată (arie specială de conservare — SAC, sit de importanță comunitară — SCI) din Republica Cehă întinsă pe o suprafață de 304,24 ha, integral pe uscat.

## Localizare
Centrul sitului Kozlov - Tábor este situat la coordonatele 50°30′20″N 15°21′01″E / 50.505556°N 15.350278°E.

## Înființare
Situl Kozlov - Tábor a fost declarat sit de importanță comunitară în aprilie 2005 pentru a proteja un număr necunoscut de specii din flora spontană și fauna sălbatică aflate în arealul zonei. Situl a fost desemnat Zonă Specială de Conservare în aprilie 2017..

## Biodiversitate
Situată în ecoregiunea continentală, aria protejată conține 3 habitate naturale: Păduri de fag Asperulo-Fagetum, Păduri pe pante, grohotișuri și ravene de Tilio-Acerion, Păduri aluvionare cu Alnus glutinosa și Fraxinus excelsior (Alno-Padion, Alnion incanae, Salicion albae).
La baza desemnării sitului se află un număr nedeclarat de specii protejate.